# Renner-Villa Gloggnitz

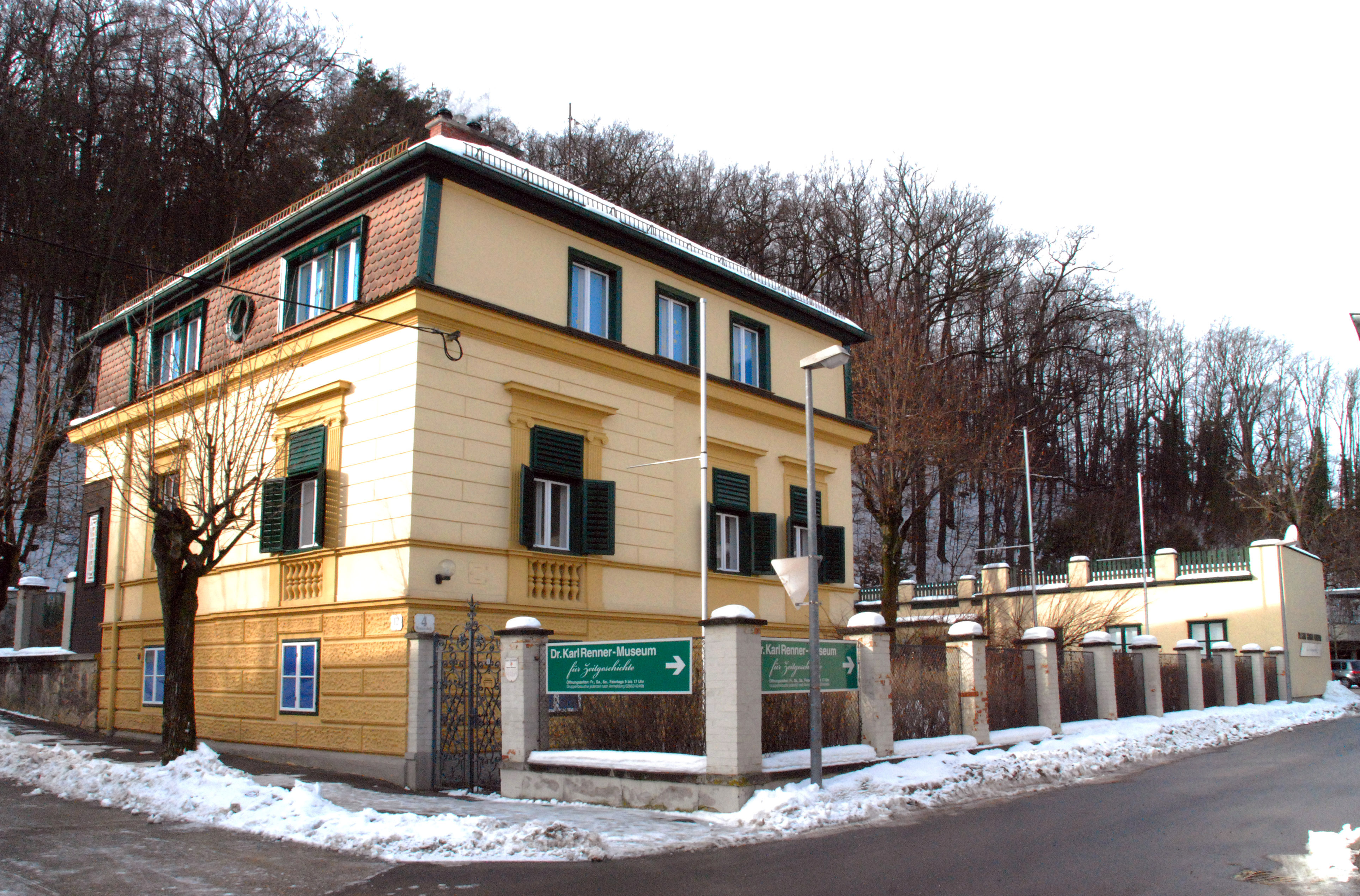
Renner-Villa in Gloggnitz

Die Renner-Villa Gloggnitz steht in der Rennergasse in der Stadtgemeinde Gloggnitz im Bezirk Neunkirchen in Niederösterreich. Die Villa wird als Museum zu Karl Renner genutzt. Das Gebäude steht unter Denkmalschutz.

## Geschichte
Die Villa wurde 1894 mit einem späthistoristischen Putzdekor erbaut. 1910 ging die Villa in den Besitz der Familie Renner. 1930 erfolgte mit dem Architekten Hubert Gessner eine Aufstockung des Obergeschoßes. Seit 1979 wird die Villa als Museum genutzt.